# Canton de Sens-1
Le canton de Sens-1 est une circonscription électorale française située dans le département de l'Yonne et la région Bourgogne-Franche-Comté.

## Histoire
Un nouveau découpage territorial de l'Yonne entre en vigueur à l'occasion des premières élections départementales suivant le décret du 13 février 2014. Les conseillers départementaux sont, à compter de ces élections, élus au scrutin majoritaire binominal mixte. Les électeurs de chaque canton élisent au Conseil départemental, nouvelle appellation du Conseil général, deux membres de sexe différent, qui se présentent en binôme de candidats. Les conseillers départementaux sont élus pour 6 ans au scrutin binominal majoritaire à deux tours, l'accès au second tour nécessitant 12,5 % des inscrits au 1er tour. En outre la totalité des conseillers départementaux est renouvelée. Ce nouveau mode de scrutin nécessite un redécoupage des cantons dont le nombre est divisé par deux avec arrondi à l'unité impaire supérieure si ce nombre n'est pas entier impair, assorti de conditions de seuils minimaux. Dans l'Yonne, le nombre de cantons passe ainsi de 42 à 21.
Le canton de Sens-1 est créé par ce décret. Il est formé d'une fraction de Sens et de communes des anciens cantons de Sens-Nord-Est (1 commune) et de Sens-Ouest (1 commune). Il est entièrement inclus dans l'arrondissement de Sens. Le bureau centralisateur est situé à Sens.

## Représentation
| Période élective | Période élective | Mandat | Mandat   | Identité        | Nuance | Nuance | Qualité |
| ---------------- | ---------------- | ------ | -------- | --------------- | ------ | ------ | --- |
| 2015             | 2021             | 2015   | 2021     | Danièle Gyssels |        | DVD    | Retraitée de l’Éducation nationale, Sens                                                                                          |
| 2015             | 2021             | 2015   | 2021     | Gilles Pirman   |        | LR     | Directeur territorial, Sens Ancien conseiller général du Canton de Sens-Nord-Est (2011-2015) Sénateur depuis le 27 septembre 2020 |
| 2021             | 2028             | 2021   | en cours | Ghislaine Pieux |        | DVD    | Adjointe au maire de Sens |
| 2021             | 2028             | 2021   | en cours | Gilles Pirman   |        | LR     | Conseiller sortant, 9ème vice-président du conseil départemental, chargé de la santé                                              |

### Résultats détaillés

#### Élections de mars 2015
À l'issue du 1er tour des élections départementales de 2015, deux binômes sont en ballottage : Danièle Gyssels et Gilles Pirman (DVD, 31,43 %) et Gabrielle Delmont et Raphaël Ponroy (FN, 25,84 %). Le taux de participation est de 43,31 % (5 768 votants sur 13 319 inscrits) contre 51,97 % au niveau départemental et 50,17 % au niveau national.
Au second tour, Danièle Gyssels et Gilles Pirman (DVD) sont élus avec 70,32 % des suffrages exprimés et un taux de participation de 42,68 % (3 704 voix pour 5 684 votants et 13 319 inscrits).

#### Élections de juin 2021
Le premier tour des élections départementales de 2021 est marqué par un très faible taux de participation (33,26 % au niveau national). Dans le canton de Sens-1, ce taux de participation est de 29,5 % (3 921 votants sur 13 290 inscrits) contre 35,12 % au niveau départemental. À l'issue de ce premier tour, deux binômes sont en ballottage : Ghislaine Pieux et Gilles Pirman (Union à droite, 48,61 %) et Nicolas Lermithe et Virginie Touzelet (Union à gauche, 26,01 %).
Le second tour des élections est marqué une nouvelle fois par une abstention massive équivalente au premier tour. Les taux de participation sont de 34,36 % au niveau national, 36,29 % dans le département et 31,24 % dans le canton de Sens-1. Ghislaine Pieux et Gilles Pirman (Union à droite) sont élus avec 66,5 % des suffrages exprimés (2 529 voix pour 4 152 votants et 13 290 inscrits),,.

## Composition
| Nom                          | Code Insee | Intercommunalité     | Superficie (km2) | Population (dernière pop. légale)                | Densité (hab./km2) | Modifier                                    |
| ---------------------------- | ---------- | -------------------- | ---------------- | ------------------------------------------------ | ------------------ | ------------------------------------------- |
| Sens (bureau centralisateur) | 89387      | CA du Grand Sénonais | 21,90            | Fraction : 16 709 (2022) Commune : 27 275 (2022) | 1 245              | modifier les données · modifier les données |
| Saint-Clément                | 89338      | CA du Grand Sénonais | 8,47             | 2 813 (2022)                                     | 332                | modifier les données · modifier les données |
| Saint-Martin-du-Tertre       | 89354      | CA du Grand Sénonais | 6,91             | 1 553 (2022)                                     | 225                | modifier les données · modifier les données |
| Canton de Sens-1             | 8916       |                      |                  | 21 075 (2022)                                    |                    | modifier les données                        |

Le canton de Sens-1 comprend :
1. deux communes entières,
2. la partie de la commune de Sens située à l'ouest et au nord d'une ligne définie par l'axe des voies et limites suivantes : depuis la limite territoriale de la commune de Maillot, routes départementales 606 et 606 A, avenue de Senigallia, rue du Général-de-Gaulle, boulevard du 14-Juillet, rue de Tivoli, rue René-Binet, rue de la Planche-Barrault, boulevard du Maréchal-Foch, boulevard Winston-Churchill, place Étienne-Dolet, boulevard de Verdun, rue du 19-Mars-1962, route départementale 46, jusqu'à la limite territoriale de la commune de Saligny.

## Démographie
En 2022, le canton comptait 21 075 habitants, en évolution de +5,74 % par rapport à 2016 (Yonne : −1,95 %, France hors Mayotte : +2,11 %).
| 2013   | 2018   | 2022   |
| ------ | ------ | ------ |
| 19 357 | 20 865 | 21 075 |